# Chiesa della Beata Vergine Assunta (Viguzzolo)
La chiesa della Beata Vergine Assunta è la parrocchiale di Viguzzolo, in provincia di Alessandria e diocesi di Tortona; fa parte del vicariato delle Valli Curone e Grue.

## Storia
Anticamente sorgeva in paese un oratorio dedicato a san Bartolomeo Apostolo, sorto presumibilmente in un periodo compreso tra i secoli XI e XIII.
La prima pietra della nuova parrocchiale dedicata alla Beata Vergine Assunta fu posta il 27 agosto 1598; la chiesa, disegnata da Pietro Candia e costruita da Francesco Cerruto, venne portata a termine nel 1603, mentre si ultimò il presbiterio l'anno successivo.
Tra il 2014 e il 2015 la torre campanaria fu interessata da un intervento di restauro e di consolidamento.

## Descrizione

### Esterno

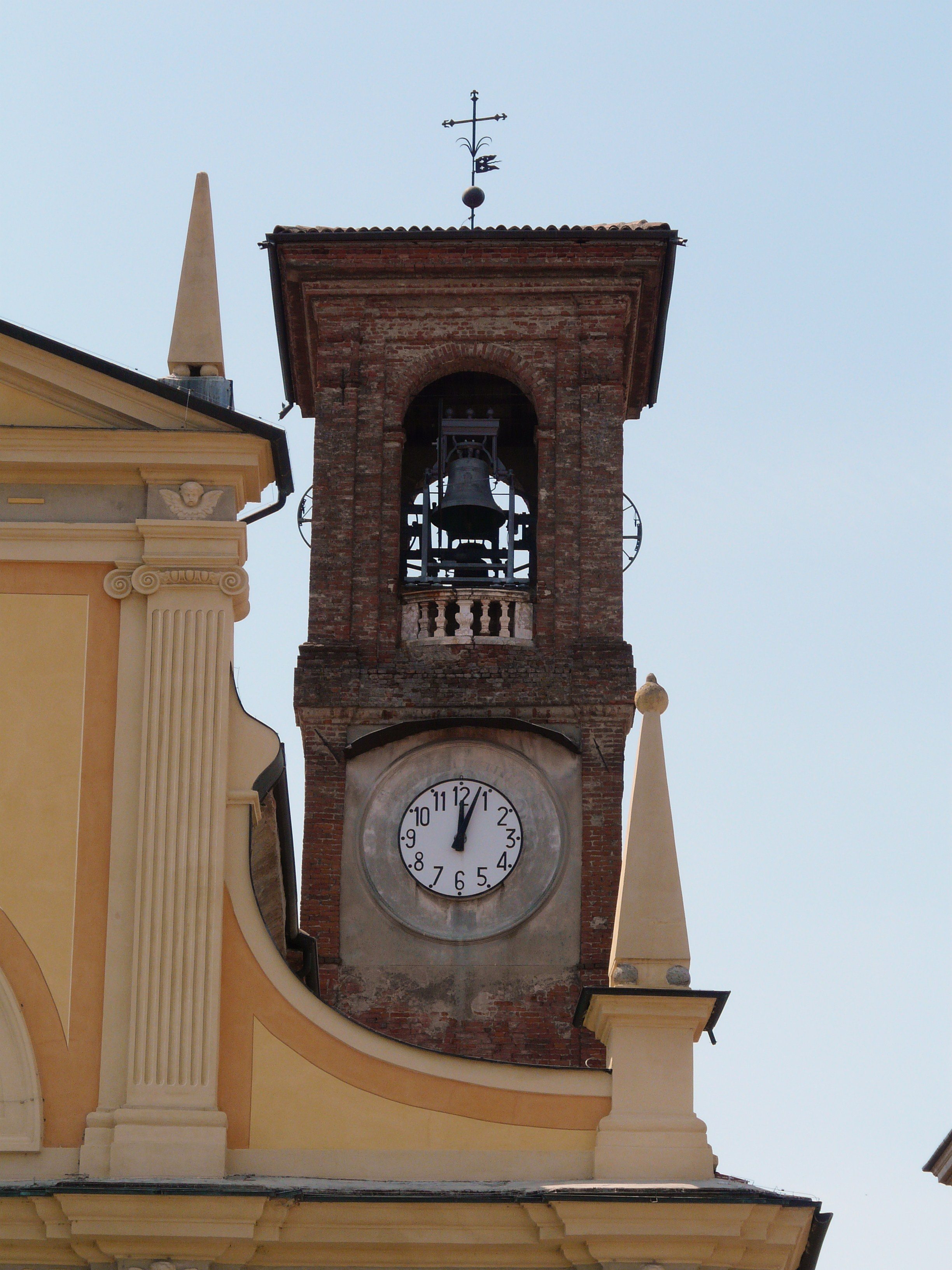
Il campanile

La facciata a salienti della chiesa, rivolta a nordest, è suddivisa da una cornice marcapiano in due registri, entrambi scanditi da lesene scanalate; quello inferiore presenta al centro il portale maggiore, sormontato da un timpano spezzato, e ai lati gli ingressi secondari e due finestre termali, mentre quello superiore, affiancato da volute, è caratterizzato da una grande finestra termale e coronato dal frontone triangolare.
Annesso alla parrocchiale è il campanile in mattoni a base quadrata, suddiviso in più ordini da cornici; la cella presenta su ogni lato una monofora ed è coperta dal tetto a quattro falde.

### Interno
L'interno dell'edificio è suddiviso da colonne sorreggenti degli archi a tutto sesto in tre navate, di cui la centrale coperta da volta a botte, mentre quelle laterali da volte a crociera; al termine dell'aula si sviluppa il presbiterio, rialzato di alcuni gradini e chiuso dall'abside semicircolare.
L'opera di più grande pregio qui conservata è l'altare maggiore, originariamente collocato nella chiesa tortonese di San Marziano.